# Kafr Zibad
Kafr Zibad, en arabe : كفر زيباد, est un village du gouvernorat de Tulkarem en Palestine, au nord-ouest de la Cisjordanie. Il est situé à 17 kilomètres au sud de Tulkarem. Selon le recensement du Bureau central palestinien des statistiques, la localité compte une population de 1 219 habitants en 2017.